# Morelene munda
Morelene munda är en mångfotingart som beskrevs av Chamberlin 1943. Morelene munda ingår i släktet Morelene och familjen Typhlobolellidae. Inga underarter finns listade i Catalogue of Life.